# Royal Rumble (1994)
Royal Rumble (1994) — восьмое в истории рестлинг-шоу Royal Rumble, организованное World Wrestling Federation (WWF, ныне WWE). Оно состоялось 22 января 1994 года в Провиденсе, Род-Айленд в «Провиденс-сивик-сентре».
Главным событием стал матч «Королевская битва» 1994 года. Лекс Люгер и Брет Харт были названы сопобедителями после того, как одновременно выбросили друг друга.

## Результаты
| №  | Матч                                                                                     | Тип матча                                                  | Время |
| -- | ---------------------------------------------------------------------------------------- | ---------------------------------------------------------- | ----- |
| 1D | Бруклинский Хулиган победил Джима Пауэрса                                                | Одиночный матч                                             | —     |
| 2  | Татанка победил Бам Бам Бигелоу (с Луной Вашон)                                          | Одиночный матч                                             | 8:12  |
| 3  | «Квебекеры» (Жак Ружо и Пьер Уэлле с Джонни Поло) (c) победили Брета Харта и Оуэна Харта | Командный матч за титулы командных чемпионов WWF           | 16:48 |
| 4  | Рейзор Рамон (c) победил Ирвина Р. Шистера (с Тедом Дибиаси)                             | Одиночный матч за титул интерконтинентального чемпиона WWF | 11:30 |
| 5  | Ёкодзуна (c) (с Мистером Фудзи и Джимом Корнеттом) победил Гробовщика (с Полом Берером)  | Матч с гробом за титул чемпиона WWF                        | 14:20 |
| 6  | Брет «Хитман» Харт и Лекс Люгер выиграли «Королевскую битву»                             | Матч «Королевская битва» 30-ти рестлеров                   | 55:08 |

### Матч «Королевская битва»
Рестлеры выходили на ринг каждые 90 секунд.
| Рестлер | Рестлер                 | Кем выбит | Кем выбит                                                                                                  | Время |
| ------- | ----------------------- | --------- | --- | ----- |
| 1       | Скотт Штайнер           | 4         | Дизелем | 9:00  |
| 2       | Саму                    | 1         | Скоттом Штайнером                                                                                          | 3:13  |
| 3       | Рик Штайнер             | 2         | Оуэном Хартом                                                                                              | 3:57  |
| 4       | Кванг                   | 6         | Дизелем | 5:57  |
| 5       | Оуэн Харт               | 5         | Дизелем | 4:10  |
| 6       | Барт Ганн               | 3         | Дизелем | 2:30  |
| 7       | Дизель                  | 13        | Бамом Бамом Бигелоу, Мэйблом, Спарки Плаггом и Крашем                                                      | 17:41 |
| 8       | Боб Бэклунд             | 7         | Дизелем | 0:41  |
| 9       | Билли Ганн              | 8         | Дизелем | 0:14  |
| 10      | Вирджил                 | 9         | Дизелем | 0:32  |
| 11      | «Мачо Мэн» Рэнди Сэвидж | 11        | Крашем | 4:38  |
| 12      | Джефф Джарретт          | 10        | Рэнди Сэвиджом                                                                                             | 1:19  |
| 13      | Краш                    | 16        | Лексом Люгером, Бамом Бамом Бигелоу, Спарки Плаггом и Бретом Хартом                                        | 25:03 |
| 14      | Клоун Доинк             | 12        | Бамом Бамом Бигелоу                                                                                        | 1:48  |
| 15      | Бам Бам Бигелоу         | 23        | Лексом Люгером                                                                                             | 30:12 |
| 16      | Мэйбл                   | 14        | Грегом Валентайном, Татанкой, Великим Кабуки, Крашем, Бамом Бамом Бигелоу, Спарки Плаггом и Шоном Майклзом | 9:57  |
| 17      | Спарки Плагг            | 17        | Бретом Хартом и Шоном Майклзом                                                                             | 21:33 |
| 18      | Шон Майклз              | 27        | Лексом Люгером                                                                                             | 29:17 |
| 19      | Мо                      | 21        | Фату | 22:46 |
| 20      | Грэг Валентайн          | 18        | Риком Мартелом                                                                                             | 20:39 |
| 21      | Татанка                 | 22        | Бамом Бамом Бигелоу                                                                                        | 20:07 |
| 22      | Великий Кабуки          | 15        | Лексом Люгером                                                                                             | 2:46  |
| 23      | Лекс Люгер              | -         | ПОБЕДИТЕЛЬ                                                                                                 | 21:58 |
| 24      | Гэнъитиро Тенрю         | 25        | Бретом Хартом и Лексом Люгером                                                                             | 17:21 |
| 25      | Бастион Бугер           | -         | Не выпустили на ринг                                                                                       | 0:00  |
| 26      | Рик Мартел              | 19        | Татанкой                                                                                                   | 11:22 |
| 27      | Брет «Хитман» Харт      | -         | ПОБЕДИТЕЛЬ                                                                                                 | 15:08 |
| 28      | ФАТУ                    | 26        | Бретом Хартом                                                                                              | 13:04 |
| 29      | Марти Джанетти          | 24        | Шоном Майклзом                                                                                             | 8:18  |
| 30      | Адам Бомб               | 20        | Лексом Люгером                                                                                             | 4:55  |

## Остальные
| Комментаторы - Тед Дибиаси - Винс Макмэн Интервьюеры - Горилла Монсун - Тодд Петтенджилл - Джим Росс - Раймон Роже Судьи - Эрл Хебнер - Дэнни Дэвис - Джо Марелла - Тим Уайт | Так же - Говард Финкель — Аннонсер |